# On ne change pas (singolo)
On ne change pas è una canzone registrata dalla cantante canadese Céline Dion per il suo album in lingua francese S'il suffisait d'aimer (1998). Il brano è stato pubblicato nei paesi francofoni nel marzo 1999 come terzo ed ultimo singolo promozionale dell'album. On ne change pas è stato scritto da Jean-Jacques Goldman e co-prodotto insieme ad Erick Benzi.
On ne change pas è stata utilizzata nel film diretto da Xavier Dolan nel 2014, Mommy.

## Videoclip musicale e successo commerciale
Il videoclip musicale di On ne change pas è stato diretto da Gilbert Namiand e incluso più tardi nella raccolta DVD On ne change pas (2005). Le uniche apparizioni di Céline nel videoclip sono sotto forma di fotografie scattate con la sua classe all'età di otto anni. Esiste una seconda versione del video contenente filmati simili ma che si concentra maggiormente sulla ragazza. Questa versione presenta anche diverse scene della cantante presente in studio di registrazione e momenti della sua carriera.
In Québec, On ne change pas è entrata in classifica il 27 febbraio 1999, trascorrendo sei settimane in prima posizione e cinquantuno settimane in totale. Il singolo, rilasciato in alcuni paesi europei, raggiunse la numero 16 in Belgio Vallonia e la numero 17 in Francia, dove ha venduto circa 235 800 copie.

## Interpretazioni dal vivo e pubblicazioni
Una versione live di On ne change pas è presente sull'album live Au cœur du stade e sul suo DVD. Quest'ultimo include come bonus-track anche la sessione di registrazione di questa canzone. Céline Dion interpretò la canzone durante il concerto celebrativo del 400º anniversario della fondazione di Québec City, performance che è stato inclusa nel DVD Céline sur les Plaines (2008). On ne change pas essendo diventata una delle canzoni francesi più importanti della carriera della Dion è stata cantata in ogni data o tournée francofona come il Taking Chances World Tour, la Tournée Européenne 2013 o il Celine Dion Live 2017. Altra performance della canzone è quella attuata a Québec City e inclusa nell'album live Céline ... une seule fois / Live 2013.
La traccia è diventata parte della raccolta dei più grandi successi in francese della Dion, pubblicata nel 2005, On ne change pas.

## Formati e tracce
CD Singolo (Francia) (Columbia: COL 666898 1)
1. On ne change pas – 4:08 (Jean-Jacques Goldman)
2. Sur le même bateau – 4:25 (Goldman)

## Classifiche

### Classifiche settimanali
| Classifica (1999)                  | Posizione massima raggiunta |
| ---------------------------------- | --------------------------- |
| Belgio Vallonia (Ultratop 50)      | 16                          |
| Europa (Eurochart Hot 100 Singles) | 64                          |
| Francia (SNEP)                     | 17                          |
| Polonia (ZPAV)                     | 11                          |
| Québec (ADISQ)                     | 1                           |

### Classifiche di fine anno
| Classifica (1999)                                                     | Posizione |
| --------------------------------------------------------------------- | --------- |
| Belgio Vallonia (Ultratop Singles francophones rapports annuels 1999) | 29        |
| Belgio Vallonia (Ultratop Singles rapports annuels 1999)              | 70        |
| Francia (SNEP, Classement Singles - année 1999)                       | 85        |

## Crediti e personale
Registrazione
- Registrato ai Méga Studios di Suresnes (FR)
- Mixato ai Méga Studios di Suresnes (FR)

Personale
- Mixato da - Humberto Gatica
- Musica di - Jean-Jacques Goldman
- Produttore - Erick Benzi, Jean-Jacques Goldman
- Testi di - Jean-Jacques Goldman